# Teklimyśl
Teklimyśl (prononciation : [tɛˈklimɨɕl]) est un village polonais de la gmina de Krzywiń dans le powiat de Kościan de la voïvodie de Grande-Pologne dans le centre-ouest de la Pologne.
Il se situe à environ 4 kilomètres au sud de Krzywiń (siège de la gmina), à 21 kilomètres au sud-est de Kościan (siège du powiat) et à 53 kilomètres au sud de Poznań (capitale régionale).
Le village possédait une population de 45 habitants en 2011.

## Histoire
De 1975 à 1998, le village faisait partie du territoire de la voïvodie de Leszno.

Depuis 1999, Teklimyśl est situé dans la voïvodie de Grande-Pologne.